# Alexander Saposchnikow
Alexander Saposchnikow (russisch Александр Сапожников, auch Alexander Sapozhnikov transkribiert; * 3. Juli 1989) ist ein russischer Crosslauf-Sommerbiathlet.
Alexander Saposchnikow nahm international erstmals an den Juniorenrennen der Sommerbiathlon-Weltmeisterschaften 2009 in Oberhof teil, wo er 14. im Sprint und Neunter des Verfolgungsrennen wurde. Zwei Jahre später startete er in Martell bei seinem ersten Großereignis bei den Männern, den Sommerbiathlon-Europameisterschaften 2011. Hier wurde er sowohl im Sprint wie auch im Verfolgungsrennen Siebter, wobei er von seinem recht guten Schießergebnis – ein Fehler im Sprint und fünf in der Verfolgung – profitierte.